# کشتی مین‌روب کلاس جکولکا
ماین‌سوییپر کلاس جکولکا (به انگلیسی: Jaskółka-class minesweeper) یک کلاس از کشتی است که طول آن 45.0 m می‌باشد.